# Янкі-Гілл (Небраска)
Янкі-Гілл (англ. Yankee Hill) — переписна місцевість (CDP) в США, в окрузі Ланкастер штату Небраска. Населення — 286 осіб (2020).

## Географія
Янкі-Гілл розташоване за координатами 40°46′3″ пн. ш. 96°44′11″ зх. д. / 40.76750° пн. ш. 96.73639° зх. д. (40.767406, -96.736424).  За даними Бюро перепису населення США в 2010 році переписна місцевість мала площу 7,43 км², уся площа — суходіл.

## Демографія
Згідно з переписом 2010 року, у переписній місцевості мешкали 292 особи в 112 домогосподарствах у складі 76 родин. Густота населення становила 39 осіб/км².  Було 120 помешкань (16/км²).
Расовий склад населення:
| - 94,2 % — білих - 2,4 % — азіатів - 2,4 % — осіб інших рас |

До двох чи більше рас належало 1,0 %. Частка іспаномовних становила 5,1 % від усіх жителів.
За віковим діапазоном населення розподілялося таким чином: 23,6 % — особи молодші 18 років, 61,7 % — особи у віці 18—64 років, 14,7 % — особи у віці 65 років та старші. Медіана віку мешканця становила 45,3 року. На 100 осіб жіночої статі у переписній місцевості припадало 108,6 чоловіків;  на 100 жінок у віці від 18 років та старших — 106,5 чоловіків також старших 18 років.
Середній дохід на одне домашнє господарство  становив 94 597 доларів США (медіана — 113 393), а середній дохід на одну сім'ю — 115 282 долари (медіана — 115 893). За межею бідності перебувало 2,2 % осіб, у тому числі 0,0 % дітей у віці до 18 років та 0,0 % осіб у віці 65 років та старших.
Цивільне працевлаштоване населення становило 190 осіб. Основні галузі зайнятості: будівництво — 21,6 %, оптова торгівля — 18,4 %, сільське господарство, лісництво, риболовля — 12,1 %, науковці, спеціалісти, менеджери — 10,5 %.